# Cirrhitichthys falco
Cirrhitichthys falco · Épervier nain, Épervier à joue épineuse
Espèce
Cirrhitichthys falco, communément nommé Épervier nain ou Épervier à joue épineuse, est une espèce de poisson marin de la famille des Cirrhitidae soit les poissons-faucons ou poissons-éperviers.
L'Épervier à joue épineuse est présent dans les eaux tropicales de la région Indo-Pacifique des Maldives aux îles Carolines et Samoa.
Sa taille maximale est de 7 cm.

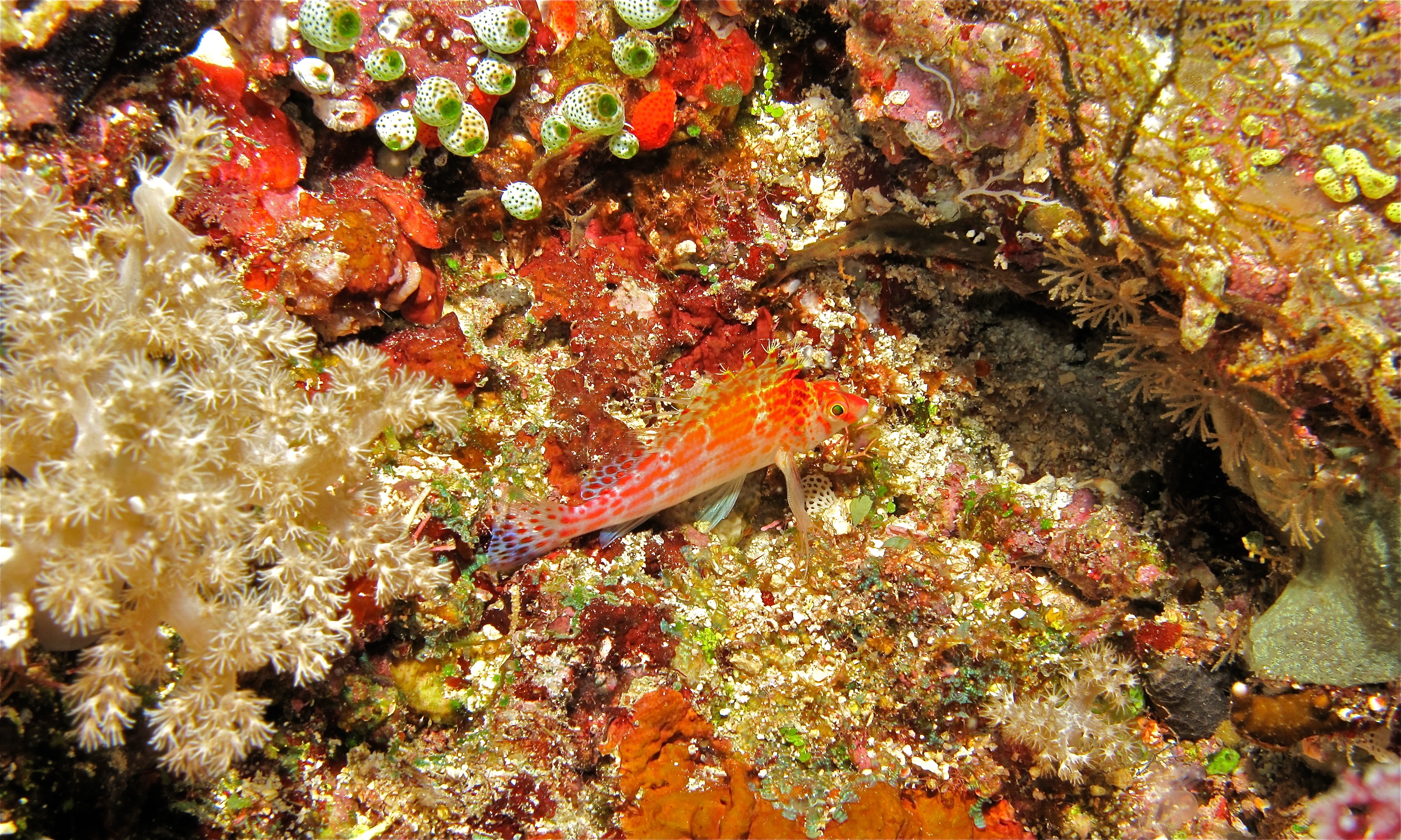
Cirrhitichthys falco (Sulawesi, Indonésie).
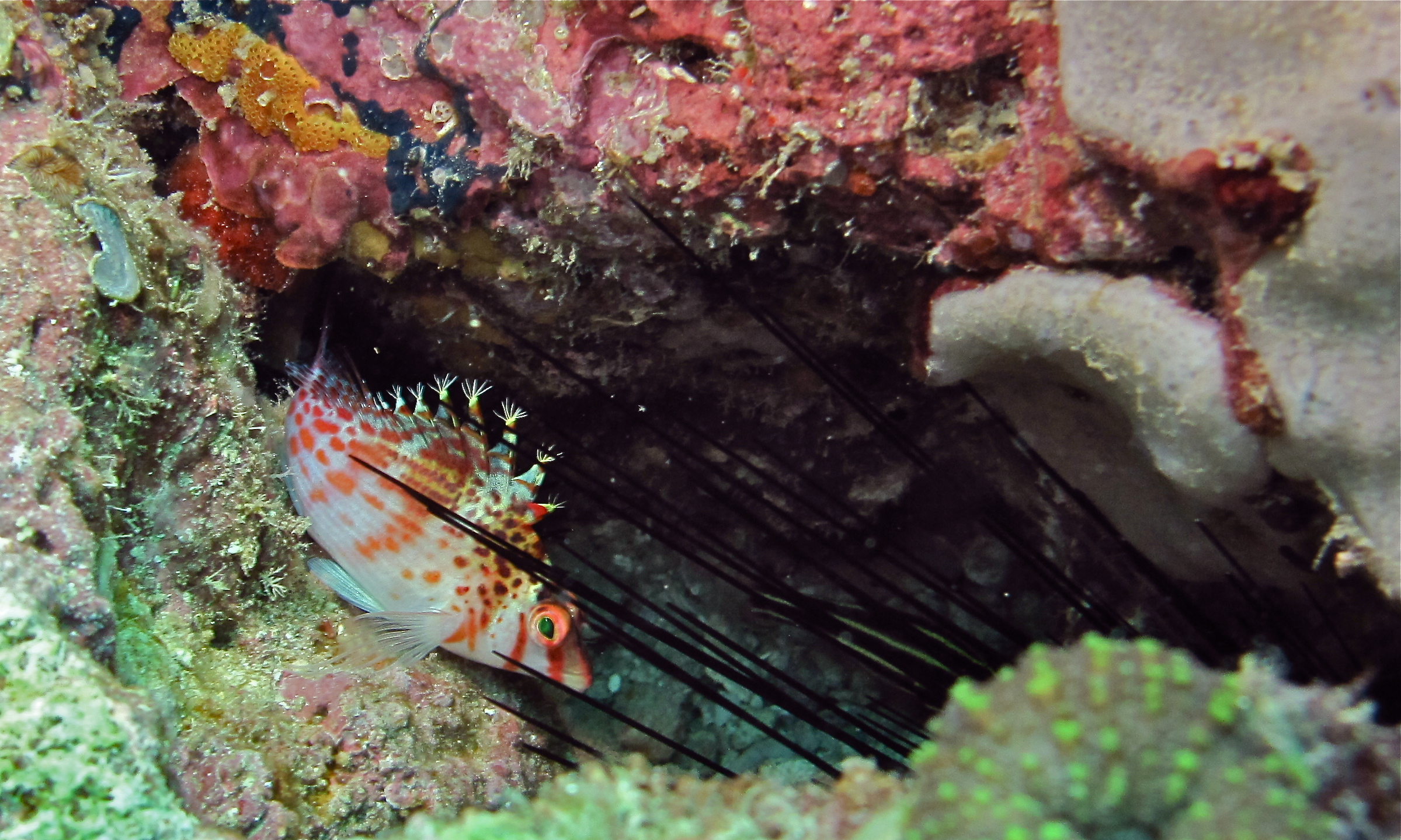
Cirrhitichthys falco (Sabah, Malaisie).
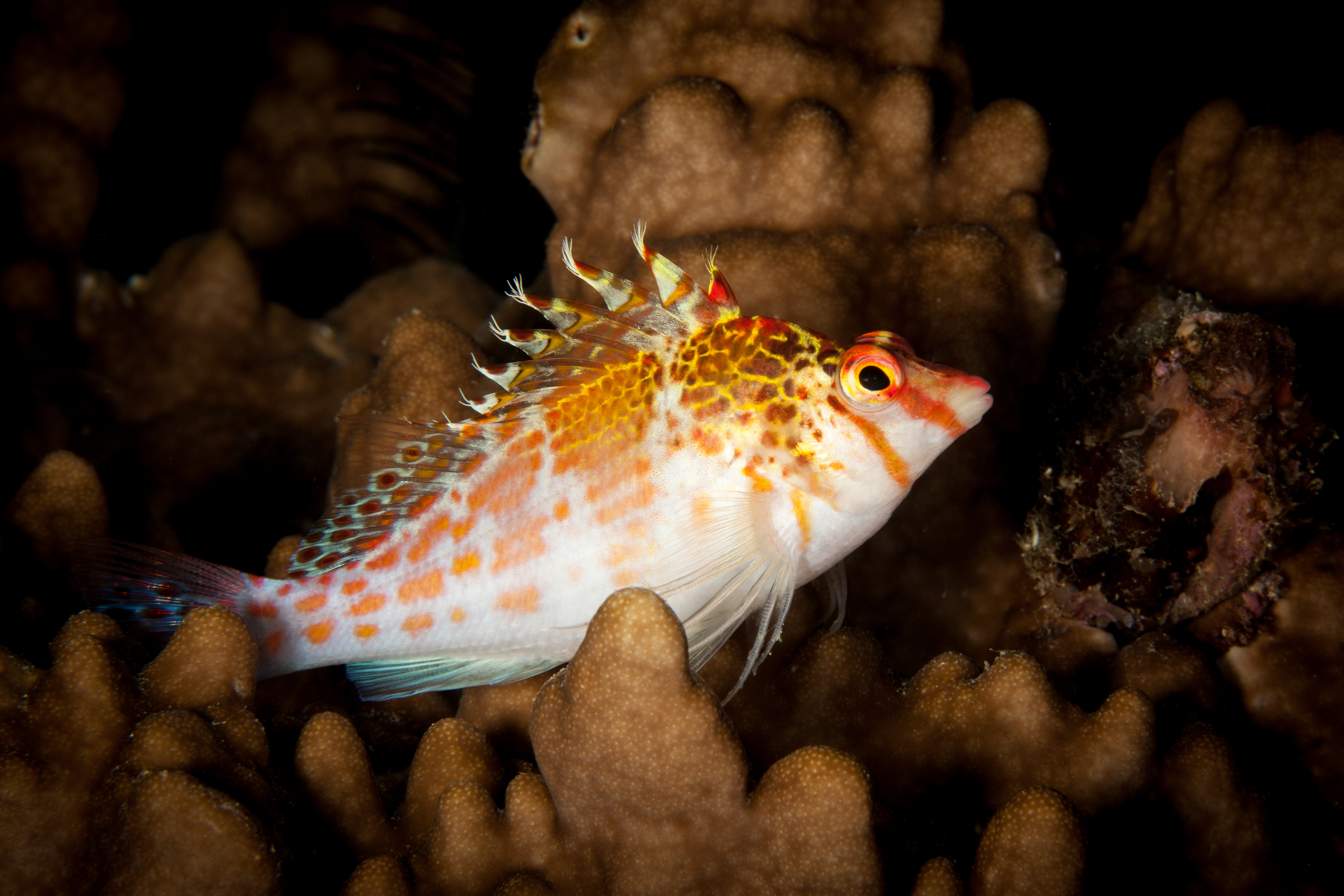
Cirrhitichthys falco sur les côtes des iles Fidji.